# 殷鲁谦
殷鲁谦（1958年8月—），男，汉族，山东单县人，山东师范大学中文系汉语言文学专业学士，南开大学高级管理人员工商管理硕士。1975年5月参加工作，1976年6月加入中国共产党。中华人民共和国政治人物。

## 生平
早年在菏泽县外贸局工作。1978年进入山东师范大学中文系学习；1981年毕业后任职于山东省人大常委会办公厅政法室；1984年调任山东省人大财经委办公室，历任副科级干部、主任科员、副主任、主任、助理巡视员。1998年6月任山东省人大常委会办公厅副主任；2000年2月任山东省人大常委会机关党组成员、人事代表工作室主任，2002年8月调任法制工作室主任，省人大法制委员会委员。

### 济南市
2002年2月起任济南市委常委，2003年1月起任济南市委组织部部长，并于2003年9月至2005年6月在南开大学学习，取得高级管理人员工商管理硕士学位。
2007年4月改任济南市副市长，2008年11月任济南市委副书记，12月起不再担任济南市副市长。
2012年2月改任济南市政协党组书记，1个月后当选为济南市政协主席，晋升副部级。
2017年4月任济南市人大常委会主任、党组书记，不再担任济南市政协主席。2018年2月24日，当选为第十三届全国人大代表。2022年4月，卸任济南市人大常委会主任一职。